# Doklam

Carte de Doklam

Doklam est une région comportant une vallée et un plateau situé au tripoint entre le Bhoutan, la Chine et l'Inde, située entre la vallée de Chumbi au nord, celle de Haa à l'est et le Sikkim à l'ouest. Il est disputé entre la Chine et le Bhoutan, qui n'ont pas de relations diplomatiques normalisées. Depuis 2017 et la construction d'une route, il est également à l'origine de tensions entre l'Inde, qui agit en soutien au Bhoutan, et la Chine,. 
En 2020, la Chine construit un village, Pangda, à 2 km sur le territoire du Bhoutan près du Doklam, entraînant une controverse.